# Hõbeda (Kadrina)
Hõbeda – wieś w Estonii, w prowincji Virumaa Zachodnia, w gminie Kadrina.